# اس‌اس تستلگرم
اس‌اس تستلگرم (به انگلیسی: SS Thistlegorm) یک کشتی بود که طول آن ۱۲۸ متر (۴۲۰ فوت) بود. این کشتی در سال ۱۹۴۰ ساخته شد.